# Province de l'Ouest (Papouasie-Nouvelle-Guinée)
Pour les articles homonymes, voir Province de l'Ouest.
La province de l'Ouest (ou Fly), nommée plus fréquemment province Occidentale, en anglais Western Province, est une province de la Papouasie-Nouvelle-Guinée appartenant à la région Papouasie. Elle est traversée par le fleuve Fly.

Les districts de la province de l'Ouest

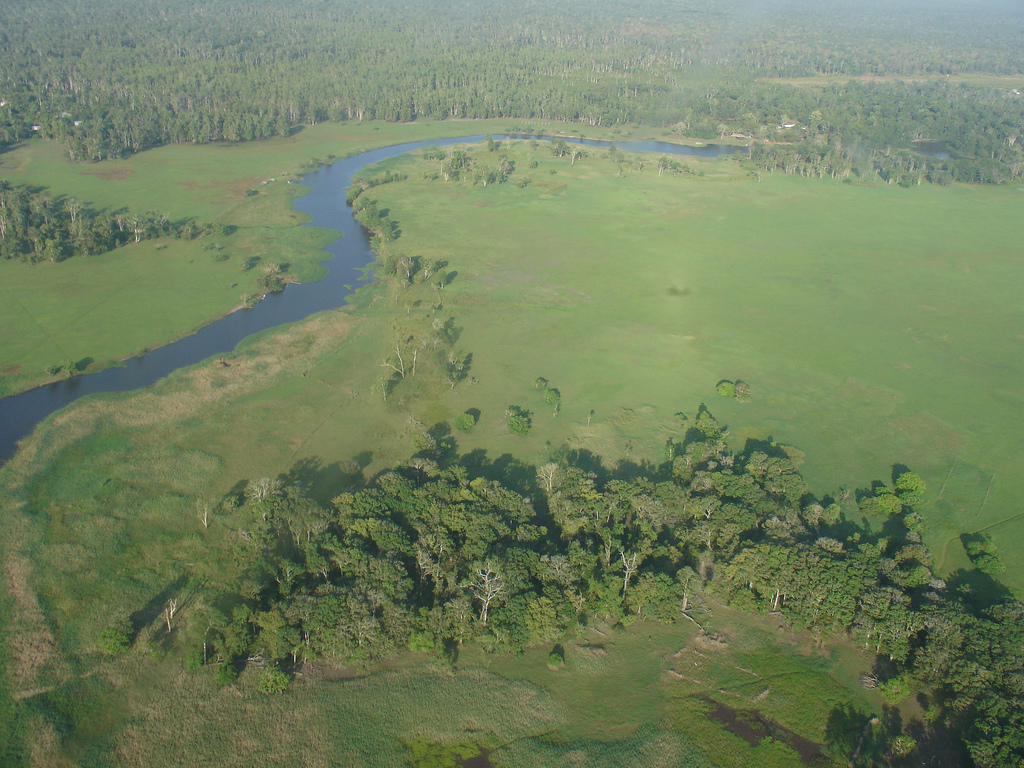
Atterrissage à TransFly, près de l'aérodrome de Bensbach, Papouasie-Nouvelle-Guinée